# احمد الفهد
احمد الفهد الاحمد الجابر الصباح (عربی: أحمد الفهد الأحمد الجابر الصباح ; متولد ۱۲ اوت ۱۹۶۳) که با نام احمد الفهد نیز شناخته می‌شود، یک سیاستمدار جنجالی کویتی، یکی از اعضای خانواده حاکم و مدیر سابق ورزشی است.
حرفه او با جنجال‌هایی همراه بوده‌است، از جمله محکومیت به کلاهبرداری در دادگاه سوئیس در ۱۰ سپتامبر ۲۰۲۱. این امر منجر به استعفای او از شورای المپیک آسیا، جایی که قبلاً ریاست آن را برعهده داشت، و تعلیق او از کمیته بین‌المللی المپیک شد. حضور او در شورای المپیک آسیا و کمیته بین‌المللی المپیک تا سال ۲۰۲۳ تمدید شد که به دلیل دخالت در انتخابات محروم شد. علاوه بر این، او از سال ۲۰۱۵ تا ۲۰۱۷ عضو شورای فیفا بود، اما به دلیل نقش داشتن در رسوایی رشوه فیفا از سمت خود استعفا داد.